# 綾瀬稲荷神社
綾瀬稲荷神社（あやせいなりじんじゃ）は、東京都足立区の神社。

## 歴史
1614年（慶長19年）に創建された。金子五兵衛が当地に移住し開拓した。開拓地（五兵衛新田）の産土神として稲荷神を祀ったのが当社の起源である。
江戸時代は、単に「稲荷神社」と呼ばれていたが、1874年（明治7年）に旧五兵衛新田の鎮守ということで「五兵衛神社」に改称した。1967年（昭和42年）、かつての旧地名「五兵衛町」が住居表示で消滅したのを機に「綾瀬稲荷神社」に改称した
本殿は1843年（天保14年）に建立されたもので、拝殿は1982年（昭和57年）に建立された。

## 境内神社
- 浅間神社
- 三峯神社

## 文化財
- 五兵衛葛西囃子保存会（足立区登録無形文化財 昭和57年度登録）[3]
- 庚申塔（安永八年銘）2基（足立区登録有形文化財 平成20年度登録）[3]

## 交通アクセス
- 綾瀬駅より徒歩7分（経路案内）。